# Tantoe lekker
Tantoe lekker is een lied van de Nederlandse artiesten Antoon en Big2. Het werd in 2022 als single uitgebracht en stond in hetzelfde jaar als derde track op de ep Hallo van Antoon. In 2023 stond het als zesde track op het album Engel van Antoon.

## Achtergrond
Tantoe lekker is geschreven door Valentijn Verkerk, Kevin Bosch, Twan van Steenhoven, Paul Sinha en David van der Grinten en geproduceerd door Big2 en Antoon. Het is een nummer uit de genres nederpop en nederhop. Het is een lied waarin de liedverteller vertelt hoe goed hij zich voelt nu zijn relatie is geëindigd. Het woord "tantoe" in de titel van het nummer is straattaal voor "heel erg". Het is niet de eerste hitsingle van de twee artiesten samen, die eerder al onder andere samen te horen waren op Disco duivel en Leuk. De single heeft in Nederland de gouden status.

## Hitnoteringen
De artiesten hadden verschillend succes met het lied in Nederland. Het piekte op de vijfde plaats van de Single Top 100 en stond negentien weken in deze hitlijst. De Top 40 werd niet bereikt; het lied bleef steken op de zesde plaats van de Tipparade.